# Sulo Aittoniemi
Sulo Eerikki Aittoniemi (ur. 11 lipca 1936 w Ikaalinen, zm. 16 czerwca 2016 w Tampere) – fiński policjant i polityk, poseł do Eduskunty, kandydat w wyborach prezydenckich w 1994.

## Życiorys
Absolwent kursów policyjnych, od 1964 służył w fińskiej policji, od 1976 jako inspektor. W 1986 został komisarzem okręgu kryminalnego w Häme. Rozpoznawalność zdobył w latach 80., gdy prowadził postępowanie w sprawie przekupstwa przy kontraktach budowlanych uzyskiwanych przez firmę Noppa. Śledztwo doprowadziło do przedstawienia zarzutów, które zostały potwierdzone skazaniami przez sąd. Sulo Aittoniemi został jednak odsunięty od badania dalszych wątków tej sprawy.
Zaangażował się wkrótce w działalność polityczną. W latach 1987–2003 przez cztery kadencje sprawował mandat poselski. Działał w Fińskiej Partii Wiejskiej, a następnie związał się z Partią Centrum. W 1994 był kandydatem w wyborach prezydenckich, uzyskując 1,0% głosów w pierwszej turze i zajmując 10. miejsce wśród 11 kandydatów.